# أنطوان كورت
أنطوان كورت (بالفرنسية: Antoine Court)‏ هو مؤرخ فرنسي، ولد في 27 مارس 1696 في Villeneuve-de-Berg ‏ في فرنسا، وتوفي في 13 يونيو 1760 في لوزان في سويسرا.

## وصلات خارجية
- أنطوان كورت على موقع الموسوعة البريطانية (الإنجليزية)